# Étais-la-Sauvin
Étais-la-Sauvin é uma comuna francesa na região administrativa de Borgonha-Franco-Condado, no departamento de Yonne. Estende-se por uma área de 43,5 km². Em 2010 a comuna tinha 642 habitantes (densidade: 14,8 hab./km²).